# Storia

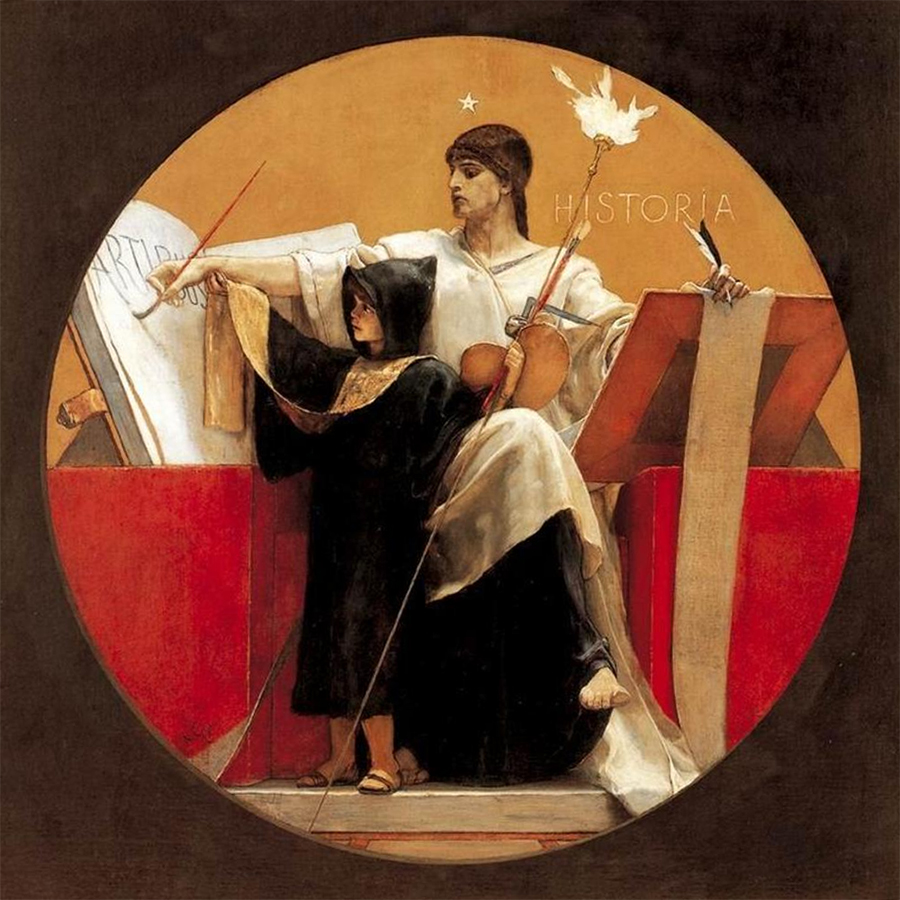
Allegoria della storia (Nikolaos Gysis, 1892)

La storia (dal greco antico ἱστορία, historía, “ispezione [visiva]”, "ricerca", "conoscenza") è la disciplina che si occupa dello studio del passato dell'umanità tramite l'uso delle fonti, cioè di documenti, testimonianze e racconti che possano trasmettere il sapere del passato. Precisamente, la storia è la ricerca sui fatti del passato e il tentativo di una narrazione continua e sistematica degli stessi fatti, in quanto considerati di importanza per la specie umana.
Il termine "storia", in italiano così come in altre lingue, ha anche il significato di "racconto letterario" o comunque di narrazione, orale o scritta, di vicende di vario tipo. Questa accezione del termine non sarà discussa in questa voce, anche se la storia, in effetti, è una "narrazione" del passato.

## Etimologia
La parola "storia" deriva dal latino historia, prestito dal greco ἱστορία (historía), che significa "ricerca". Già tra i Greci il significato giunse a estendersi al risultato di quella ricerca, quindi "conoscenza acquisita tramite indagine", ma anche l'acquisizione di questa stessa conoscenza tramite il racconto degli eventi del passato. Ἱστορία proviene a sua volta da ἵστωρ, -ορος (hístōr, -oros): nell'Iliade (18, v. 501 e 23, v. 486), ἵστωρ è colui che in una contesa può giudicare attribuendo il giusto peso alle ragioni dei contendenti, una sorta di giudice di prima istanza. ma nel V secolo a.C. il termine, in Erodoto (2, 113), passa dall'ambito giuridico a quello propriamente storico e possiede già la sua duplice natura (indicando tanto l'attività quanto il suo risultato). Ἵστορ condivide la stessa radice del perfetto oîda ("conosco"), legato a sua volta alla nozione del "vedere" espressa in indoeuropeo come *woid- (forma ricostruita), a sua volta ricadente in varie forme nelle lingue appartenenti a tale famiglia linguistica.
Alla lingua italiana la parola storia è giunta attraverso il latino historia ("ricerca", "conoscenza"), che discende dal greco historía. È con il senso di "conoscenza acquisita tramite indagine" e "ricerca" che Aristotele usò il termine nel suo Περὶ τὰ ζῷα ἱστορίαι (Perì tà zôa historíai) o, nella forma latinizzata, Historia Animalium. Fu sempre con il senso greco che Francesco Bacone utilizzò il termine alla fine del XVI secolo, quando scrisse riguardo alla "Storia Naturale". Per lui, historia era "la conoscenza di oggetti determinata dallo spazio e dal tempo", quel tipo di conoscenza prodotta dalla memoria (mentre la scienza era fornita dalla ragione e la poesia dalla fantasia).
In tutte le lingue europee, il sostantivo storia viene ancora impiegato per indicare sia "ciò che è accaduto agli uomini" sia "lo studio da parte di uno studioso di ciò che è successo": quest'ultimo significato talvolta viene distinto con la lettera maiuscola, "Storia" o con il termine "storiografia", che indica appunto la letteratura dedicata e il corpus delle interpretazioni prodotte dagli storici.

## Descrizione

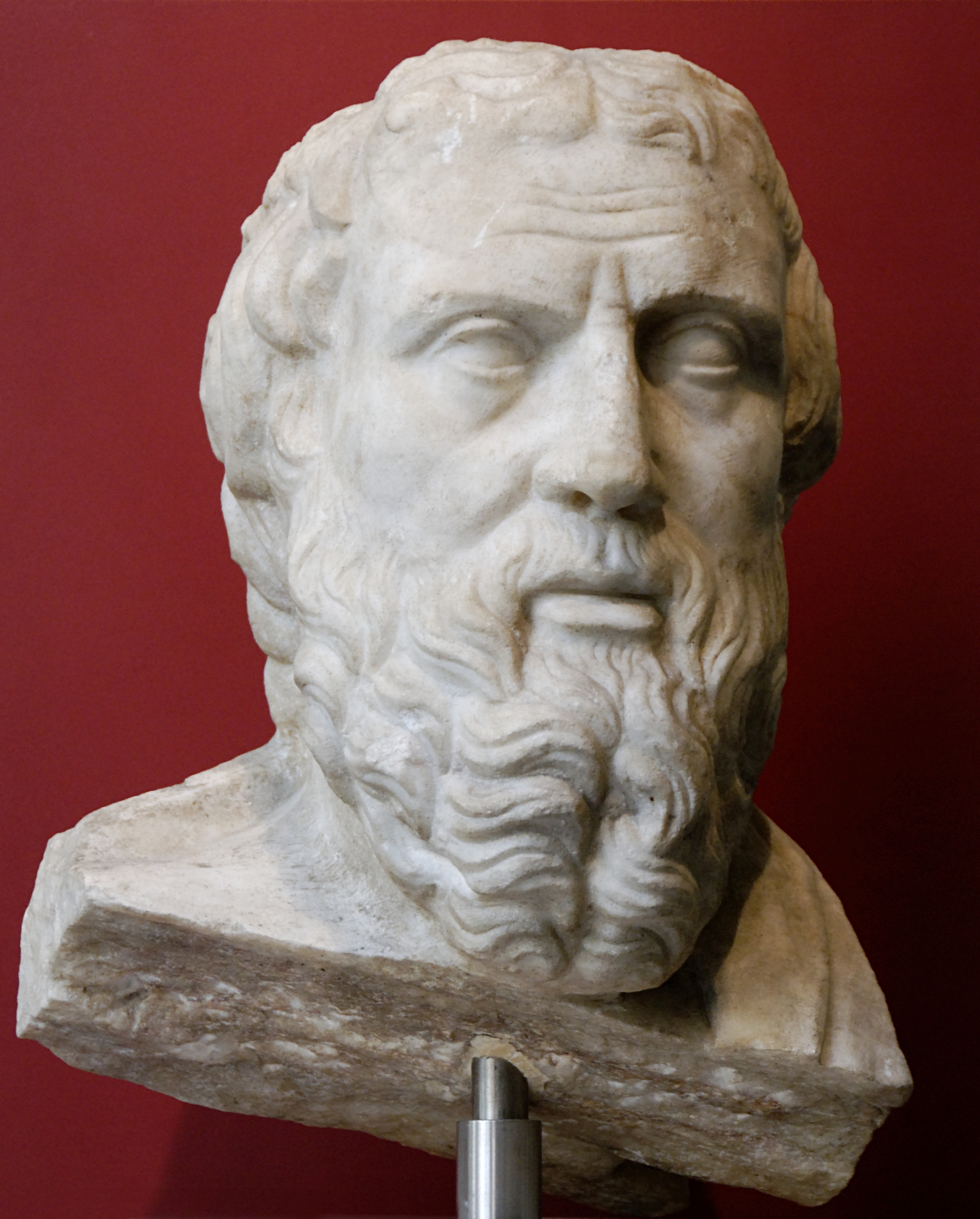
Erodoto (V secolo a.C.) è considerato il "padre della storia"

La storia è spinta dalla ricerca della creazione di un "vero discorso del passato": la moderna disciplina di storia si dedica alla produzione istituzionale di questo discorso soffermandosi sugli eventi prodotti dall'uomo. Questa enfasi sull'aspetto umano ha fatto degli uomini il soggetto centrale delle narrazioni nei discorsi classici della storia moderna; di conseguenza, la storia ha assunto un senso che è più vasto di quello di risultare una narrazione reale del passato umano.
La storia spesso simboleggia la produzione di eventi che hanno potenziali di trasformazione e che introducono nel futuro: ciò è come uno schema temporale, evidenziato dal significante di storia, che connette il passato, il presente e il futuro. La temporalità storica è quindi radicata nell'idea che soggetti umani autonomi siano dotati di soggettività storica che li possa aiutare nella produzione di eventi e che li aiuti immediatamente a registrare e narrare eventi passati sotto forma di storia.
Tutti gli avvenimenti che vengono registrati e preservati in alcune forme (quelle che non possono essere bollate come non storiche o che comunque rimangano aperte al discorso storico) costituiscono la testimonianza storica. Gli eventi che sono presumibilmente accaduti prima dell'avvento della comunicazione scritta sono perciò denominati "Preistoria".
Il compito auto-assegnato del discorso storico è quello di identificare le fonti che possono contribuire alla produzione di resoconti veritieri del passato. Perciò la costituzione dell'archivio dello storico è la risultante del circoscrivere un archivio più generale invalidando l'uso di alcuni testi e documenti (riuscendo quindi a confutare le loro affermazioni per rappresentare il "vero passato"). Alcuni storici studiano la storia universale, altri concentrano il proprio lavoro su determinati metodi o su altre aree.

### Storiografia e metodo storico
Il metodo storico consiste in tutte quelle tecniche e quelle linee guida con le quali gli storici usano le fonti primarie ed altre testimonianze per ricercare e quindi scrivere la storia. Un 'operazione storiografica, volta a "setacciare" le affermazioni valide storicamente dal campo più vasto delle affermazioni, è indispensabile per poter elaborare un 'vero discorso del passato'. Questo discorso viene inevitabilmente prodotto da una rigida osservanza di un metodo stabilito. In altre parole, la stessa verità storica può essere considerata un effetto del metodo di produzione storiografica.
Nella Grecia antica esistevano i λογὸγραφοι (logògrafoi, letteralmente scrittori di discorsi), autori di narrazioni che solitamente raccoglievano la storia di aree ristrette come città o piccole regioni (il primo dei quali fu Ecateo di Mileto): questo tipo di storie, comunque, aveva basi confuse e miste al mito, tanto da non poter essere considerate propriamente didattiche. In verità, i Greci arrivarono tardi a produrre storiografia. Forme di storiografia propagandistica (o comunque "ufficiali") erano conosciute in Mesopotamia, Medio Oriente, Egitto, impero Ittita e mondo Cananeo/Fenicio/Punico sin dalla prima età del bronzo, res gestae, iscrizioni ufficiali e documenti con funzione storica di memoria erano molto diffusi nell'impero persiano, anche se solo una minima parte di questi è giunto sino a noi. 
Inoltre, in testi di altra funzione, era possibile trovare inserti di carattere storico (anche se, come nella Bibbia ebraica, sovente di carattere religioso/provvidenziale e non laico e propriamente storiografico). Viceversa il mondo ellenico, anche miceneo, non aveva prodotto documenti di questo tipo prima del V secolo avanti cristo, mentre esistevano già scritti di filosofia, "scienza" e poesia epica (che anzi era il genere utilizzato dai Greci per narrare gli eventi del passato prima delle guerre persiane).
Erodoto di Alicarnasso (484 a.C. – 425 a.C. circa) generalmente viene considerato il "padre della storia". Tuttavia, è al suo contemporaneo Tucidide (460 a.C. circa – 400 a.C. circa) che viene attribuito il merito di aver avuto per primo un approccio scientifico nei confronti della storia, nella sua opera Guerra del Peloponneso. Tucidide, infatti, a differenza di Erodoto, considerava la storia come il prodotto delle scelte e delle azioni degli esseri umani, valutando le cause e gli effetti, mentre non riteneva importante l'intervento divino. Va anche detto che Tucidide preferiva narrare eventi (per altro, in somma parte, a lui contemporanei) circoscritti, senza dover ricorrere a digressioni antropologiche, a differenza di Erodoto, che raccoglieva nella sua opera svariati secoli di avvenimenti che riguardavano popoli distanti tra loro quanto gli Sciiti, gli Etruschi e i Persiani. 
Con il suo metodo storico Tucidide mise in rilievo la cronologia, un punto di vista neutrale, e tenne sempre in considerazione il fatto che il mondo umano fosse il risultato delle azioni degli esseri umani. Inoltre gli storici greci vedevano la storia come fosse ciclica, con gli eventi che si ripresentavano regolarmente.
Al di fuori dell'Europa, erano presenti (ad esempio, nella Cina antica e "medievale") tradizioni storiche e un uso sofisticato del metodo storico. Il fondamento per una storiografia professionale nell'Asia orientale venne stabilito dallo storico di corte della Dinastia Han noto come Sima Qian (145 – 90 a.C.), autore dello Shiji (Memorie di uno storico). Per la qualità della sua opera scritta senza tempo, Sima Qian è noto postumamente come il Padre della storiografia cinese. Gli storici cinesi di periodi dinastici seguenti in Cina utilizzarono il suo Shiji come formato ufficiale per i testi storici, così come per la letteratura biografica.
All'inizio del periodo medievale Agostino d'Ippona fu influente per il pensiero del Cristianesimo e, più in generale, per quello occidentale. Nel corso del Medioevo e del Rinascimento, la storia venne spesso studiata attraverso una prospettiva sacra o religiosa. Verso il 1800, il filosofo e storico tedesco Georg Wilhelm Friedrich Hegel inserì la filosofia e un approccio più secolare allo studio storico.
Nella prefazione al suo libro intitolato Kitāb al-ʿibar (Il libro degli esempi), la Muqaddima, lo storico e sociologo maghrebino Ibn Khaldūn (Tunisi, 1332 - Il Cairo, 1406), ha messo in rilievo i sette errori che pensava che tutti gli storici commettessero con regolarità. In questa critica, si avvicinò al passato come fosse misterioso e necessitasse di interpretazione. L'originalità di Ibn Khaldūn fu quella di affermare che la differenza culturale di un periodo diverso dal proprio deve regolare la valutazione del materiale storico rilevante, quella di distinguere i criteri secondo cui sarebbe possibile cercare la valutazione, ed infine, quella di sentire il bisogno dell'esperienza, in aggiunta ai criteri razionali, in modo da valutare alla prova della razionalità una cultura del passato.
Altri storici di nota che hanno proposto metodi di studio storici sono Leopold von Ranke, Lewis Bernstein Namier, Geoffrey Rudolph Elton, George Macaulay Trevelyan, A.J.P. Taylor e Ram Sharan Sharma. Nel XX secolo, gli storici si sono focalizzati meno su narrazioni epiche e nazionalistiche, che spesso tendevano a glorificare la nazione o gli individui, e più su cronologie maggiormente realistiche. Alcuni storici francesi hanno introdotto la storiografia quantitativa, usando una gran mole di dati per tracciare i profili delle vite degli individui tipici, e hanno avuto un ruolo prominente nella creazione della storia culturale (cfr. histoire des mentalités). Gli storici statunitensi, spinti dall'era dei diritti civili, hanno posto la loro attenzione su gruppi etnici, razziali e socio-economici precedentemente non presi in esame. 
Negli ultimi anni i postmodernisti hanno messo in dubbio la validità e la necessità dello studio della storia, basando le loro affermazioni sul fatto che tutta la storia è basata sull'interpretazione personale delle fonti. Nel suo libro In Difesa della Storia, Richard J. Evans, professore di storia moderna all'Università di Cambridge, ha difeso il valore della storia. Piero Pierotti ha proposto a partire dagli anni '70 il metodo ecostorico o ecostoria, che si basa principalmente sulle fonti materiali anziché su quelle scritte.

## Periodizzazione
Lo studio storico spesso suddivide il passato dell'umanità in periodi di tempo, ciascuno delle quali ha caratteristiche peculiari, un inizio e una fine; questa operazione è detta "periodizzazione". Nonostante il suo carattere semplificatorio e inevitabilmente convenzionale, essa resta un'operazione di importanza fondamentale nelle discipline storiche, dal momento che consente di "pensare" in termini schematici il passato e di facilitare la collocazione temporale di un evento. Inoltre, la didattica della Storia spesso trova grande giovamento nel suddividere la storia in periodi definiti convenzionalmente, operazione tipica del resto anche di altre discipline storiche, come la geologia e la paleontologia. La periodizzazione della Storia serve infatti a dare un senso al passato e a non vederlo come una semplice successione di eventi: l'organizzazione di idee e le generalizzazioni classificatorie facilitano lo studio del passato dell'uomo.
Questi periodi di tempo prendono il nome di "età" o "evi"; anche i secoli e i decenni sono utilizzati come periodi con proprie caratteristiche. Dato il suo carattere convenzionale, la periodizzazione è soggetta a dibattiti e a opinioni diverse, specie per ciò che riguarda i termini post quem e ante quem, cioè le date di inizio e fine di ciascuna età.
Inoltre, ogni epoca storica guarda il passato con un'ottica particolare, dovuta alla temperie culturale del tempo; ciò porta alla successione di diversi schemi di periodizzazione, elaborati in diversi periodi; preferire una determinata periodizzazione piuttosto che un'altra significa interpretare il corso degli eventi in modo differente o anche da prospettive differenti: la modalità con cui i periodi vengono creati e i nomi a loro assegnati può influire sul modo con cui vengono visti e studiati.
Nella storiografia occidentale, si identificano tradizionalmente le seguenti età: Preistoria, Età antica, Medioevo, Età moderna, Età contemporanea. Nelle storiografie di altre aree culturali esistono altri tipi di periodizzazione, che meglio descrivono contesti storici diversi da quello occidentale; a volte, per analogia, si utilizzano anche i concetti occidentali di Preistoria, Paleolitico, Neolitico, Età Antica, Medioevo, Età Moderna, Età Contemporanea. In questi casi, però, le date di separazione tra le varie età non sono quelle utilizzate per l'Europa e i paesi del Mediterraneo, ma quelle valide nei vari contesti.
La necessità di avere a disposizione schemi validi per tutte le aree culturali e per tutti i continenti ha portato alla formulazione di proposte di periodizzazione di tutta la Storia mondiale alternative a quella tradizionale attraverso criteri che si adattano non ad un solo contesto, ma che siano validi per tutte le civiltà del pianeta. L'archeologo australiano Vere Gordon Childe (1892-1957), l'etnologo statunitense Ernest Gellner (1925-1995) e lo storico israeliano Yuval Noah Harari (1976-vivente), ciascuno indipendentemente dall'altro, hanno contribuito all'elaborazione di una periodizzazione della Storia valida per tutte le aree culturali, basate sui concetti di Rivoluzione neolitica, Rivoluzione industriale, Rivoluzione urbana. Sulla base delle idee rappresentate da Childe, Gellner, Harari ed altri ricercatori, sono sorti vari modelli di periodizzazione globale, in cui sono considerate significative le varie rivoluzioni; oltre a quelle segnalate dai già citati Childe, Gellner e Harari, sono tenute presenti anche la formazione di imperi, la Rivoluzione geografica, la Rivoluzione scientifica, la Rivoluzione agraria del XVIII secolo, la Rivoluzione demografica, la Rivoluzione francese. Spesso, le varie età identificate, sia pur con nomi diversi, trovano corrispondenze con la periodizzazione tradizionale (Preistoria - Età antica - Medioevo - Età moderna - Età contemporanea)

### Preistoria

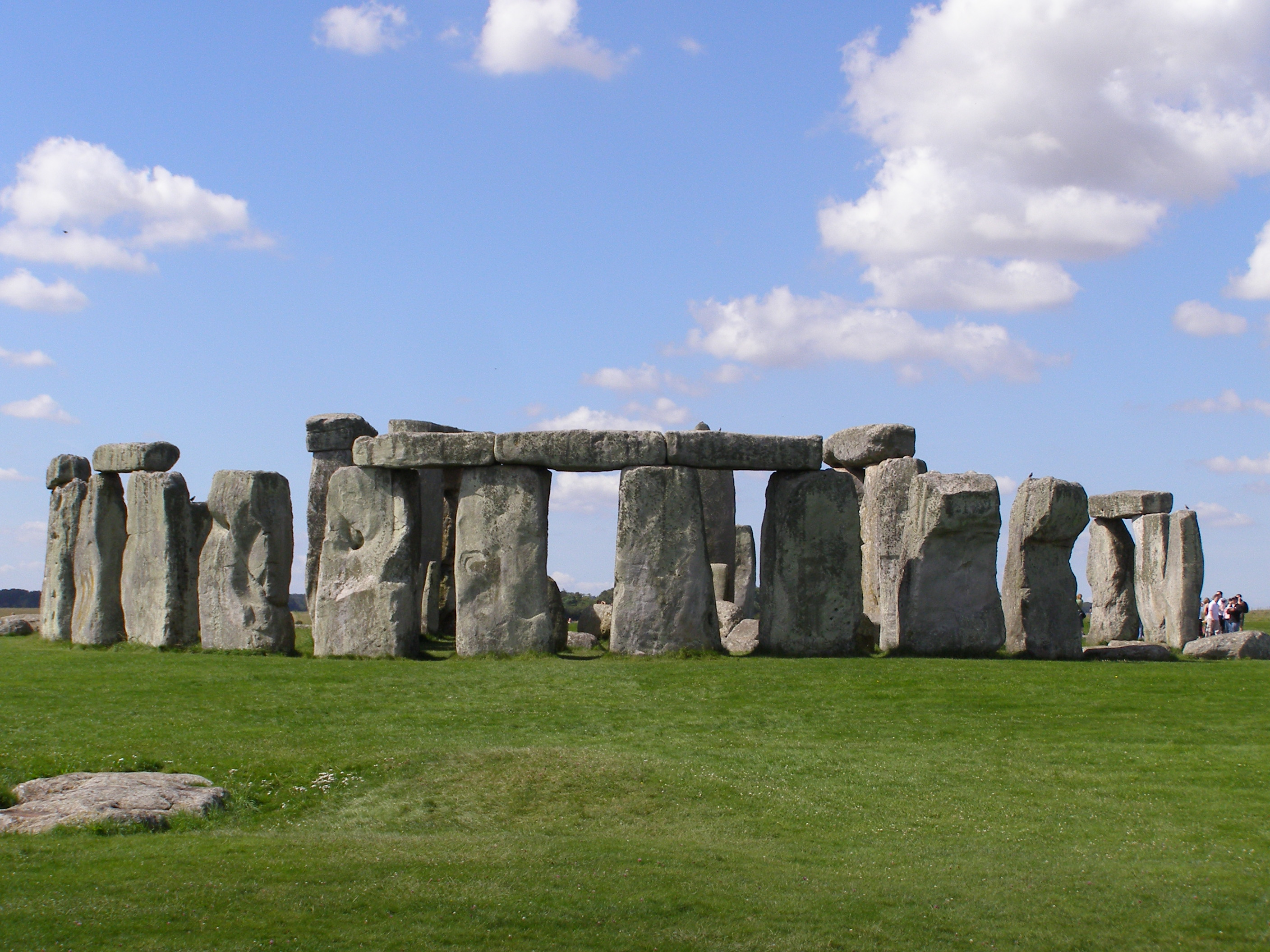
Stonehenge, Inghilterra, monumento eretto nel Neolitico

La Preistoria è quel periodo storico che precede la comparsa della scrittura e quindi dei metodi di archiviazione di date, eventi ed altri elementi fondamentali per potersi definire storia. Poiché non esistono documenti scritti di tale era, i mezzi per poter studiare la Preistoria ci sono forniti da altri campi di studio come la biologia, la paleontologia, la geologia e l'archeologia.
È grazie ai mezzi forniti da queste scienze che si è potuto arrivare a scrivere una cronologia della Preistoria, e a operare una divisione di questo periodo storico in tre fasi: Paleolitico, Mesolitico e Neolitico. Queste fasi sono caratterizzate da differente durata temporale nelle diverse aree geografiche, così come anche il termine della Preistoria differisce anche di migliaia di anni a seconda della comparsa della scrittura nelle varie società umane. Se, ad esempio, a Sumer e in Egitto le prime forme di registrazione scritta compaiono circa nel 3000 a.C., in Nuova Guinea la scoperta della scrittura da parte delle tribù indigene è databile intorno al 1600 d.C., ovvero quasi cinquemila anni dopo.

### Storia antica
Se convenzionalmente con l'invenzione della scrittura si vuole far concludere il racconto delle vicende umane della Preistoria, di fatto la fase successiva di queste vicende detta storia antica si fa iniziare con l'esposizione del fenomeno delle prime tre grandi civiltà mondiali, dette da Wittfogel "civiltà idrauliche", in quanto sorte intorno a dei grandi fiumi e anche perché impegnate in opere di ingegneria idraulica per sfruttare le acque dei fiumi che hanno fatto la loro prosperità, ai fini di un incremento ancora maggiore della nuova economia agricola. Queste sono la civiltà dell'antico Egitto sorta sulle rive del fiume Nilo, quella mesopotamica tra i fiumi Tigri e Eufrate e infine, la civiltà della valle dell'Indo, che prende il nome dall'omonimo fiume.
In seguito il baricentro del mondo si spostò dal Vicino Oriente al mar Mediterraneo, nel quale fiorirono le cosiddette civiltà classiche come quella greca, la fenicia, la cartaginese, sino ad arrivare a quella romana, la cui caduta nel 476 d.C. segnò convenzionalmente anche il passaggio dalla storia antica al Medioevo.
Talune interpretazioni pongono la fine della storia antica con la fine della guerra greco-gotica promossa da Giustiniano I, che rappresentò il tramonto della Restauratio Imperii, ovvero di qualsiasi velleità di ripristinare l'Impero romano in Europa occidentale, o addirittura con Maometto e l'ascesa dell'Islam. In questi casi si parla di tarda antichità e questi avvenimenti segnano uno spartiacque ineludibile tra storia antica e medievale.

### Storia medievale

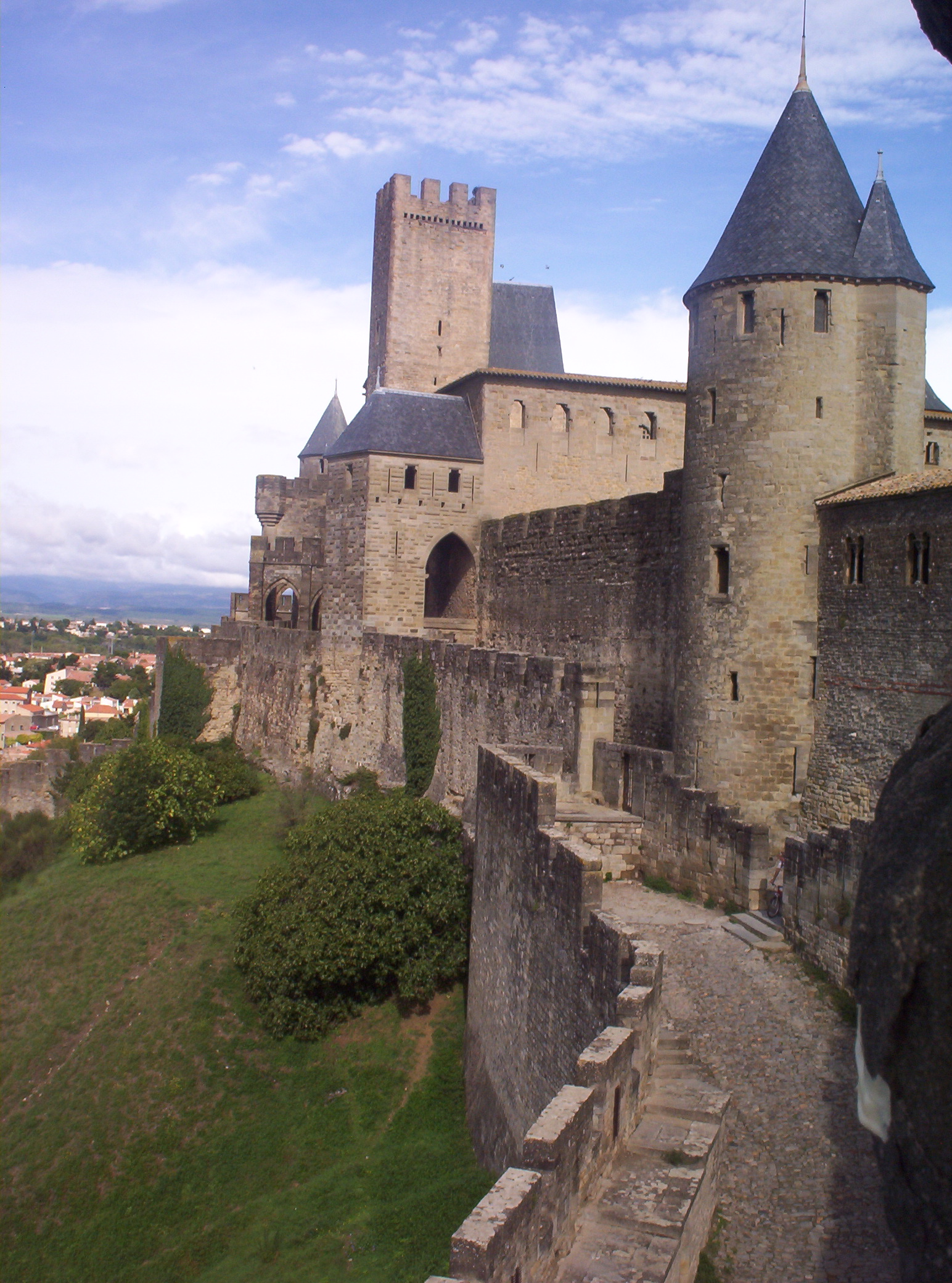
Carcassonne, Rossiglione, Francia. Sebbene pesantemente restaurate, le mura della città sono uno dei migliori esempi in Europa di fortificazione medievale.

L'idea di un medio evo, cioè di un'età intermedia fra due periodi di progresso ricorre per la prima volta nell'opera "Historiarum ab inclinatione romanorum imperii decades", dell'umanista Flavio Biondo, scritta verso il 1450 e pubblicata nel 1483. Secondo Flavio Biondo, in polemica con la cultura del XIV secolo, l'epoca è come una lunga parentesi storica, caratterizzata da una stasi culturale che si colloca tra la grandezza dell'età classica e la rinascita della civiltà che ad essa si ispira.
Dopo il collasso dell'Impero Romano d'Occidente, si assistette a una prima fase con la lotta tra le popolazioni del nord e dell'est europeo per la ricostruzione a livello locale dell'organizzazione amministrativa, militare, economica e giuridica; questa fase fu poi seguita, verso la fine del Medioevo, da una nuova fase di accentramento dei poteri a livello nazionale.
Cruciale in questa organizzazione fu la struttura feudale che, se da un lato permetteva una certa stabilità grazie all'organizzazione continentale del sistema, non fu mai sufficientemente forte da togliere completamente autonomia alle realtà locali, che così poterono gestire la transizione tra l'uniformità dell'Impero romano e la nascita degli stati nazionali.
Una realtà in grado di dare uniformità al panorama europeo fu la comune radice religiosa basata sul Cristianesimo, ereditata dall'ultimo periodo romano e proseguita fino all'XI secolo con la separazione della Chiesa ortodossa dalla Chiesa cattolica nel 1054. Questa radice comune portò da un lato a una commistione tra potere temporale e religioso che permise dei momenti di identità come nel caso delle crociate e proseguì, non senza conflitti, anche nella Riforma protestante.
La comparsa dell'Islam, accompagnata dall'uso scritto della lingua araba, comportò il rapido sviluppo dell'annalistica e della storiografia nei paesi arabografi.
Si ricorderanno tra i primi storici ʿUrwa (m. 712), Wahb ibn Munabbih (m. 728), Ibn Ishaq (m. 761), al-Waqidi (745–822) e Ibn Hisham (m. 834), ma sarà nel III secolo del calendario islamico (corrispondente al IX secolo) che saranno prodotti alcuni tra i più significativi contributi della storiografia islamica arabografa: dal Futūḥ al-buldān di al-Baladhuri al Kitāb al-futūḥ di Ibn A'tham al-Kufi e, massimamente, il Kitāb al-rusul wa l-mulūk di Ṭabarī.

Importanti realizzazioni furono comprensibilmente portate a compimento anche successivamente e, a puro titolo esemplificativo, si possono a tal fine ricordare Muhammad al-Bukhari (810–870), Ibn Kathir o Ibn Ḥajar (1372–1449).
La conclusione del Medioevo viene collocata in ciascun paese in date diverse, che coincidono con la nascita delle rispettive monarchie nazionali e il periodo rinascimentale. Alcune date comunemente utilizzate sono il 1453, con la fine della Guerra dei Cent'Anni tra Inghilterra e Francia e la presa di Costantinopoli da parte degli Ottomani, il 1492, con la fine del periodo islamico in Spagna e la scoperta delle Americhe da parte di Cristoforo Colombo, e il 1517, con la Riforma protestante.

### Storia moderna
La storia moderna è un periodo storico di rottura rispetto all'epoca medievale, che copre un arco temporale di circa tre secoli, dal XVI al XIX secolo ed è caratterizzato dal processo di formazione degli Stati nazionali in Europa.
Alcune date comunemente utilizzate per indicare l'inizio dell'Età moderna sono il 1453 (caduta di Costantinopoli e fine dell'Impero bizantino, fine della Guerra dei cent'anni tra Inghilterra e Francia), il 1492 (caduta del Sultanato di Granada, ultimo baluardo musulmano in Spagna, nonché scoperta delle Americhe) e il 1517 (anno d'inizio della diffusione della Riforma protestante).
La conclusione dell'Età moderna viene solitamente indicata con la conclusione del Congresso di Vienna (1815), in seguito alla sconfitta di Napoleone e del conseguente riassetto geopolitico europeo. Questa data è convenzione prima di tutto italiana, risultando coerente con la vecchia partizione degli studi universitari che includeva un corso di Storia del Risorgimento. Interpretazioni diverse indicano come termine dell'Età moderna lo scoppio della Rivoluzione francese (1789) o della prima Rivoluzione industriale in Inghilterra (ultimi tre decenni del Settecento).
Un'altra data di cesura importante tra Età moderna e contemporanea può esser considerata quella del 1848: in questo anno si verificarono importanti quanto fallimentari tentativi di rivoluzione politica, sfociati con la promulgazione di varie Carte Costituzionali, futuro preludio al costituirsi, nella maggior parte dell'Europa, di regimi liberali. Altresì, in particolare nella storiografia francese come nell’opera di Eric Hobsbawm, la fine della storia moderna è individuata nello scoppio della prima guerra mondiale, coerentemente con la tesi di un lungo Ottocento che si protrae fino al conflitto.

### Storia contemporanea
La storia contemporanea inizia convenzionalmente con la Rivoluzione francese (1789) e con la Rivoluzione industriale.
L'Età contemporanea, durante la quale l'industria e successivamente il settore terziario hanno acquisito una centralità sino ad allora mai avuta nei processi economici, è stata dapprima contraddistinta dal fiorire dell'imperialismo e dall'affermazione degli stati-nazione. Nella prima metà del Novecento, tra la prima e la seconda guerra mondiale, vi è stata l'ascesa del comunismo e l'imporsi di regimi totalitari. Il ruolo egemonico dell'Europa è stato ridimensionato nel secondo dopoguerra, a causa della fine del colonialismo e dall'imporsi della guerra fredda tra Stati Uniti e Unione Sovietica.

## Altre aree di studio

### Filosofia della storia
La filosofia della storia è il ramo della filosofia che riflette sul senso possibile della storia umana; ipotizza, giustificandolo in maniera appropriata, un eventuale fine teleologico del suo sviluppo. Si chiede se esista o meno un disegno, uno scopo, un obiettivo o un principio guida nel processo della storia umana. Se il suo oggetto è la verità o il dover essere, se la storia è ciclica o lineare, o esiste in essa il concetto di progresso, sono tutte questioni discusse dalla filosofia della storia.
Non si devono confondere i possibili fini teleologici dell'uomo nella storia con i fini della storia stessa, ovvero la giustificazione della propria storia come memoria dell'umanità. La storia è una scienza sociale ed umana che non può esimersi dal comprendere perché è responsabile di studiare i processi sociali: essa infatti deve spiegare i fatti e gli eventi del passato, sia per la conoscenza in sé, sia perché ci aiuta a comprendere il presente (Miguel de Cervantes ha definito la storia, una maestra di vita). Sallustio giunse a dire che tra le varie occupazioni che si esercitano con l'ingegno, la memoria degli eventi passati è prominente per la sua grande utilità.
L'importanza radicale di ciò si basa sul fatto che la storia è l'unica scienza - insieme alla medicina - in cui il soggetto ricercatore coincide con l'oggetto dello studio. Da qui la grande responsabilità dello storico: la storia ha una proiezione verso il futuro proprio per la sua potenza trasformatrice come strumento di cambiamento sociale. Ciò è applicabile a quello che Karl Marx disse dei filosofi: finora hanno soltanto interpretato il mondo in diversi modi; ora si tratta di trasformarlo.

### Storia militare
La storia militare si concentra sullo studio di conflitti che sono avvenuti nella società umana. Essa include l'analisi di guerre, battaglie, strategie militari e armamenti. La storia militare è formata dagli eventi nella storia dell'umanità che rientrano all'interno della categoria di conflitto: questa può spaziare da una mischia tra due tribù a conflitti tra veri e propri eserciti, fino a una guerra mondiale che riguarda la maggioranza della popolazione mondiale. Gli storici militari registrano (in forma scritta o altrimenti) gli eventi della storia militare. Ad oggi, specie dopo la rivoluzione storiografica delle Annales tra gli anni ‘20 e ‘30 del Novecento, è una disciplina fortemente in crisi. Poco utile se non inutile ai contemporaneisti, risulta obsoleta e di scarso interesse anche per antichisti, medievisti e modernisti, a meno che non la si studi per meglio comprendere la struttura sociale ed economica di una determinata società civile del passato.

### Storia politica
La storia politica è un ramo della ricerca storica che si concentra sull'analisi degli eventi politici, delle idee, dei movimenti, dei leader, delle istituzioni e delle dinamiche di potere all'interno delle società. Esamina come governi, politiche ed entità politiche interagiscano con individui e gruppi nel corso del tempo. Questo ambito esplora una varietà di temi, tra cui la formazione degli stati, le ideologie politiche, le relazioni internazionali, i processi legislativi e l'impatto delle decisioni politiche sulle società e le culture. La storia politica spesso si sovrappone ad altre discipline, come la sociologia, l'economia e gli studi culturali, offrendo una comprensione multidimensionale di come il potere politico plasmi e venga plasmato dagli eventi umani.

### Storia sociale
La storia sociale è lo studio di come le società si adattano e cambiano nel corso di periodi di tempo. La storia sociale è un'area di studio storico considerata essere da alcuni una scienza sociale che cerca di vedere prove storiche dal punto di vista di andamenti di sviluppo sociale. In questa visione, può includere anche la storia economica, la storia del diritto e l'analisi di altri aspetti della società civile che mostrino l'evoluzione di norme e comportamenti sociali.

### Storia economica
La storia economica è lo studio di come i fenomeni economici si sono evoluti nel passato. L'analisi è svolta usando una combinazione di metodi storici, statistici e tramite l'applicazione delle teorie economiche su situazioni storiche. Questo campo di studi ha molti punti in comune con la storia sociale, ma si distingue per una maggior attenzione al commercio e agli affari fra stati e all'evoluzione del mondo del lavoro, tanto che è spesso dibattuto se la storia economica sia in effetti una branca dell'economia o della storia.

### Metodi e strumenti
- Revisionismo storico: Tradizionalmente viene usato in un senso completamente neutrale per descrivere l'opera o le idee di uno storico che ha rivisto una visione precedentemente accettata di un particolare argomento.
- Giudizio storico

### Altro
- ChangeLog: registro dei cambiamenti compiuto da un progetto, come un sito web o un progetto software.
- Evoluzione umana: processo di cambiamento e sviluppo, o evoluzione, da cui gli esseri umani emergono come specie distinte.
- Film storico: la descrizione della storia nei film.
- Storicismo: corrente filosofica che vede nella storia l'affermarsi progressivo della ragione
- Filosofia della storia: si occupa del significato spirituale della storia e di un suo possibile fine teleologico.

### Studi e campi specifici
Questi sono gli accessi alla storia; non vengono qui elencati le storie di altri campi, come ad esempio la storia della scienza, storia della tecnologia, storia della matematica e storia della filosofia.
- Storia dell'arte: lo studio dei cambiamenti nel contesto sociale dell'arte
- Cronologia: scienza della localizzazione di eventi storici nel tempo.
- Storia economica: studio delle economie nel passato.
- Futurologia: studio del futuro: ricerca sul futuro a medio-lungo termine delle società e del mondo fisico.
- Storia militare: lo studio delle guerre nella storia.
- Paleografia: studio della scrittura antica.
- Psicostoria: studio delle motivazioni psicologiche degli eventi storici.
- Storia di genere
- Storia ambientale: studio delle relazioni tra uomo e ambiente nel corso del tempo

### Discipline correlate
- Archeologia: lo studio sistematico del nostro passato umano, basato sulla ricerca di materiali riguardanti cultura e contesto, che formano insieme la testimonianza archeologica.